# Граф Ньебла
Граф де Ньебла — испанский дворянский титул. Он был создан 1 мая 1368 года королем Кастилии Энрике II для Хуана Переса де Гусмана и Осорио, 4-го сеньора де Санлукара (1342—1396), в награду за его верность во время борьбы за королевский престол с королем Кастилии Педро I Жестоким. Графство Ньебла было передано в наследственное владение Хуану Пересу де Гусману и Осорио и его потомкам. Титул графа де Ньебла стал традиционным титулом наследников дома Медина-Сидония. Названия графского титула происходит от названия города Ньебла (сейчас — провинция Уэльва, автономное сообщество Андалусия).
Вторым браком Хуан Перес де Гусман и Осорио был женат на Беатрисе Кастильской (ум. 1409), внебрачной дочери короля Кастилии Энрике II и Беатрисы Понсе де Леон. В качестве приданого он получил Ньебла, Тригерос, Беас, Росьяна, Вильярраса, Лусена, Бонарес, Каланьяс, Вальверде-дель-Камино и ряд других городов.
В 1396 году Хуану Алонсо наследовал его старший сын, Энрике Перес де Гусман и Кастилья, 2-й граф де Ньебла (1371—1436). Его сменил в 1436 году его сын от второго брака, Хуан Алонсо де Гусман, 3-й граф де Ньебла (1410—1468). В феврале 1445 года король Кастилии Хуан II пожаловал Хуану Алонсо де Гусману титул 1-го герцога Медина-Сидония. Все последующие герцоги Медина-Сидония носили титул графов де Ньебла.

## Графы де Ньебла

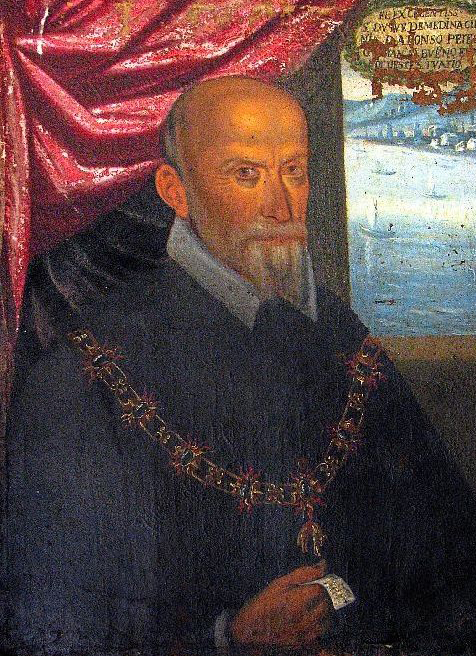
Алонсо Перес де Гусман-Эль-Буэно, 7-й герцог Медина-Сидония (1550—1619)

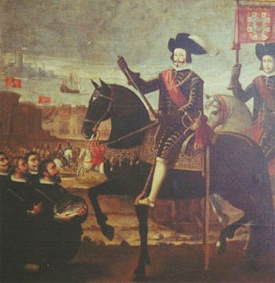
Гаспар Алонсо Перес де Гусман-Эль-Буэно, 9-й герцог де Медина-Сидония (1602—1664)

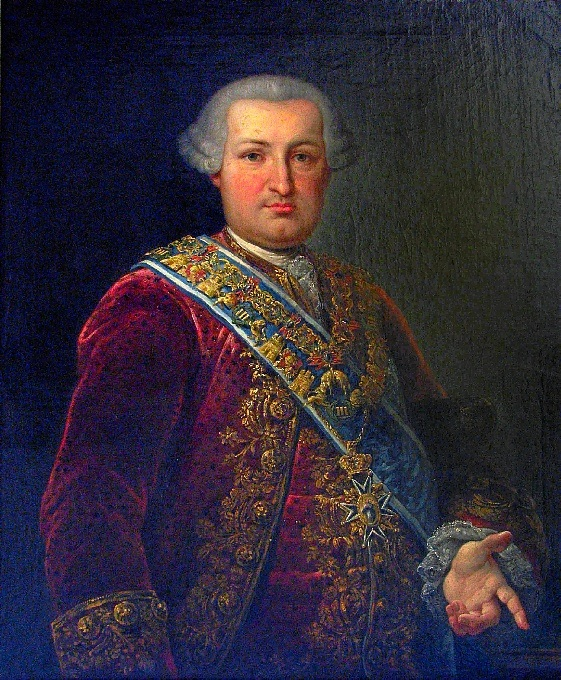
Педро де Алькантара Алонсо Перес де Гусман, 14-й герцог де Медина-Сидония (1724—1779)

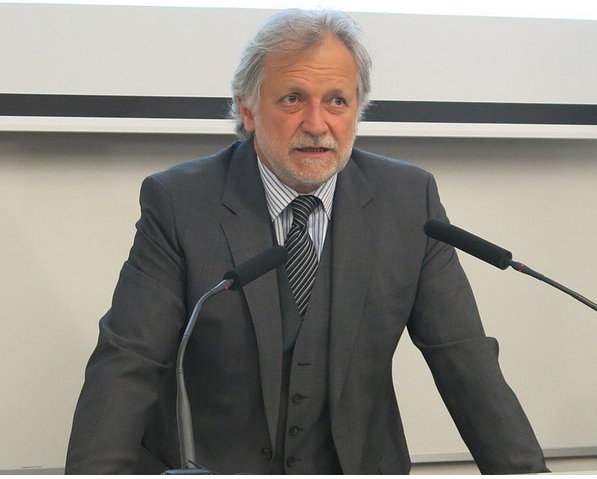
Леонсио Алонсо Гонсалес Грегорио и Альварес де Толедо, 26-й граф де Ньебла, 22-й герцог де Медина-Сидония

- Хуан Гусман, 1-й граф де Ньебла (1342—1396), сын Хуана Алонсо Переса де Гусмана-и-Коронеля (1285—1351), 2-го сеньора де Санлукар-де-Баррамеда (1309—1351), и его второй жены Урраки Осорио, дочери Альваро Нуньеса Осорио (ум. 1329), сеньора де Кабрера и Рибейра, графа Трастамара, Лемоса и Сарриа
- Энрике де Гусман, 2-й граф де Ньебла (1371—1436), старший сын предыдущего
- Хуан Гусман, 3-й граф де Ньебла, 1-й герцог де Медина-Сидония (ок. 1410—1468), единственный сын предыдущего от первого брака
- Энрике де Гусман, 4-й граф де Ньебла, 2-й герцог де Медина-Сидония (ум. 1492), старший сын предыдущего
- Хуан Гусман, 5-й граф де Ньебла, 3-й герцог де Медина-Сидония (1464—1507), единственный сын предыдущего
- Энрике де Гусман, 6-й граф де Ньебла, 4-й герцог де Медина-Сидония (1494—1513), сын предыдущего
- Алонсо де Гусман, 7-й граф де Ньебла, 5-й герцог де Медина-Сидония (1500—1549), сводный брат предыдущего
- Хуан Гусман, 8-й граф де Ньебла, 6-й герцог де Медина-Сидония (1502—1558), младший брат предыдущего
- Хуан Карлос Перес де Гусман, 9-й граф де Ньебла (1519—1556), сын предыдущего
- Алонсо де Гусман, 10-й граф де Ньебла, 7-й герцог де Медина-Сидония (1550—1619), сын предыдущего
- Мануэль де Гусман и Сильва, 11-й граф де Ньебла, 8-й герцог де Медина-Сидония (1579—1636), сын предыдущего
- Алонсо Перес де Гусман и Сандовал, 12-й граф де Ньебла, младший сын предыдущего
- Гаспар де Гусман и Сандоваль, 13-й граф де Ньебла, 9-й герцог де Медина-Сидония, 14-й (последний) сеньор де Санлукар (1602—1664), старший брат предыдущего
- Мануэль Перес де Гусман-и-Перес де Гусман, 14-й граф де Ньебла, сын предыдущего
- Франсиско Перес де Гусман-и-Перес де Гусман, 15-й граф де Ньебла, младший брат предыдущего
- Хуан Алонсо Перес де Гусман и Перес де Гусман, 16-й граф де Ньебла, младший брат предыдущего
- Гаспар Хуан Алонсо Перес де Гусман-Эль-Буэно, 10-й герцог де Медина-Сидония, 17-й граф де Ньебла (1630—1667), брат предыдущего
- Хуан Кларос Алонсо Перес де Гусман-Эль-Буэно, 18-й граф де Ньебла, 11-й герцог де Медина-Сидония, 1-й маркиз де Вальверде (1642—1713), младший брат предыдущего
- Мануэл Алонсо Перес де Гусман-Эль-Буэно, 19-й граф де Ньебла, 12-й герцог де Медина-Сидония (1671—1721), сын предыдущего
- Доминго Хосе Кларос Алонсо Перес де Гусман-Эль-Буэно, 20-й граф де Ньебла, 13-й герцог де Медина-Сидония (1691—1739), единственный сын предыдущего
- Педро-де-Алькантара Алонсо Гусман-Эль-Буэно, 21-й граф де Ньебла, 14-й герцог де Медина-Сидония (1724—1779), сын предыдущего
- Хосе Альварес де Толедо Осорио, 22-й граф де Ньебла, 15-й герцог де Медина-Сидония (1756—1796), старший сын Антони Альвареса де Толедо Осорио Переса де Гусмана Эль Буэно, 10-го маркиза де Вильяфранка-дель-Бьерсо (1716—1773)
- Франсиско де Борха Альварес де Толедо Осорио, 23-й граф де Ньебла, 16-й герцог де Медина-Сидония (1763—1821), младший брат предыдущего
- Педро Альварес де Толедо и Палафокс, 24-й граф де Ньебла, 17-й герцог де Медина-Сидония (1803—1867), второй сын предыдущего
- Алонсо Альварес де Толедо и Аро, 25-й граф де Ньебла (1850—1897), старший сын Хосе Хоакина Альварес де Толедо и Сильва, 18-го герцога де Медина-Сидония (1826—1900)
- Хоакин Альварес де Толедо и Аро, 23-й граф де Ньебла, 19-й герцог де Медина-Сидония (1865—1915), младший брат предыдущего
- Хоакин Альварес де Толедо и Аро, 24-й граф де Ньебла, 20-й герцог де Медина-Сидония (1894—1955), старший сын предыдущего
- Луиса Исабель Альварес де Толедо и Маура, 25-й графиня де Ньебла, 21-я герцогиня де Медина-Сидония (1936—2008), единственная дочь предыдущего
- Леонсио Алонсо Гонсалес Грегорио и Альварес де Толедо, 26-й граф де Ньебла, 22-й герцог де Медина-Сидония (род. 1956), старший сын предыдущей.